# Ismail Abilov
Pour les articles homonymes, voir Abilov.
Ismail Abilov est un lutteur bulgare spécialiste de la lutte libre né le 9 juin 1951.

## Biographie
Ismail Abilov participe aux Jeux olympiques d'été de 1980 à Moscou dans la catégorie des poids moyens et remporte la médaille d'or. Il remporte également une médaille d'argent lors des Championnats du monde de lutte en 1974 et 1975 ainsi qu'une médaille de bronze lors des Championnats du monde de lutte en 1973.